# Valeri Lebedev
Valeri Mihailovici Lebedev (în rusă Валерий Михайлович Лебедев; n. 13 iunie 1969, Magadan) este un fost fotbalist rus care juca pe postul de fundaș sau mijlocaș.
A evoluat în Prima Ligă Rusă și Divizia Națională, devenind campion al Moldovei cu Zimbru Chișinău.

## Palmares
Olimpia Bălți
- Divizia Națională

Locul 3: 1994–95
Zimbru Chișinău
- Divizia Națională (2): 1995–96, 1997–98
- Divizia Națională

Vicecampion: 1996–97
- Cupa Moldovei (2): 1996–97, 1997–98